# AsiaNews
Asia News è un'agenzia di stampa del Pontificio istituto missioni estere. Il direttore responsabile è il giornalista Giorgio Bernardelli, mentre il direttore editoriale è padre Gianni Criveller, missionario del Pime. 

## Descrizione
AsiaNews ha come missione di raccontare l'Asia a 360 gradi: dalla politica all'economia, dai tanti volti delle sue culture millenarie a tutto ciò che di nuovo si muove dentro le sue società con un'attenzione particolare al tema della libertà religiosa ma anche alla vita concreta delle comunità cristiane dell'Asia e ai tanti semi di speranza quotidianamente gettati da uomini e donne di ogni religione in un'infinità di contesti diversi.
L'agenzia dispone di una struttura organizzativa formata da corrispondenti, provenienti da Bangladesh, India, Sri Lanka, Vaticano, Pakistan, Cina, Indonesia e Russia.
Attiva tutti i giorni dal lunedì alla domenica, il sito di AsiaNews offre ogni mattina la rassegna web "Asia Today" dalla stampa internazionale sull'Asia e una serie di newsletter tematiche su Cina, Russia, India, Medio Oriente e Chiese dell'Asia.

## Storia
AsiaNews fu fondata come agenzia cartacea nel 1986 da padre Piero Gheddo, pioniere del giornalismo missionario. 
Nel 2003 padre Bernardo Cervellera ha rilanciato l'agenzia con sito in quattro lingue (italiano, inglese, spagnolo e cinese). Ogni settimana conta lettori in circa 180 Paesi.
Dal settembre 2023 il direttore editoriale di AsiaNews è padre Gianni Criveller, missionario e presidente della Fondazione Pime.
Direttore responsabile è il giornalista laico italiano Giorgio Bernardelli a cui è affidato il coordinamento della redazione e dei collaboratori.